# Hugo Marlo
Hugo Marlo   (Terrassa, 6 d'abril de 2000) és un cantant, futbolista i activista pels drets trans català. Va competir al programa Got Talent España i a la tercera temporada d'Eufòria.

## Carrera
Nascut a Terrassa el 6 d'abril del 2000, als tretze anys la seva família es va mudar a una altra població. Com a tal, ha viscut a Viladrau i Roda de Berà.
Hugo Marlo es va fer famós el 2017 arran de competir a la segona edició del programa espanyol Got Talent, quan encara no havia sortit públicament de l'armari com un home trans. Dos anys més tard, el 2019, va ser també concursant de La Voz.
El 2022 va tenir un paper principal en el primer episodi de Reinas al rescate, un programa de telerealitat en què un grup de drag-queens conformat per Supremme de Luxe, Estrella Xtravaganza, Pupi Poisson i Sharonne acudeixen a ajudar persones LGBT d'entorns rurals i fer front a la discriminació que pateixen al seu dia a dia. El novembre d'aquest mateix any va tornar per competir de nou a Got Talent, aquesta vegada en la seva novena edició, a la secció per a adults i sent obertament un home trans.
El 17 de maig de 2023 va actuar a l'Institut Marquès, concretament a la clínica de Reproducció Assistida, pel fet que aquesta clínica s'especialitzava des de l'any 2019 en la col·laboració amb persones i parelles LGBT per a la formació de famílies a través de la reproducció assistida. Durant aquest mateix any va cofundar el Fènix FC, un equip de futbol format exclusivament per homes trans, que va ser el primer equip de futbol professional transmasculí de la història d'Espanya.
El 2024 es va incorporar a la tercera edició del concurs de TV3 Eufòria. En la primera gala, va interpretar «Blinding Lights» de The Weekend i el jurat el va deixar a la zona de perill. En la votació corresponent, va rebre el 18 % dels vots, així que va haver de deixar el programa, juntament amb la seva companya Tamara Rasero, que n'havia obtingut el 23 %.

## Discografia

### Senzills
| Any  | Títol                |
| ---- | -------------------- |
| 2020 | Oggi sono io (Cover) |
| 2020 | No me llames más así |
| 2021 | Me olvidé de mí      |
| 2021 | Nadie como tú        |
| 2022 | Dragon Khan          |
| 2023 | Mil voltes           |